# Argophyllaceae
Argophyllaceae, porodica od 29 vrsta grmlja i drveća iz reda zvjezdanolike (Asterales). Ime je dobila po rodu Argophyllum iz istočne Australije i Nove Kaledonije. Drugi rod korokija (Corokia) je s otočja Chatham, Novog Južnog Walesa, Novog Zelanda, otoka Norfolk i Tubuaija.

## Rodovi
1. Argophyllum J. R. Forst. & G. Forst. (22 spp.)
2. Corokia A. Cunn. (7 spp.)